# Chalma, Guerrero
Chalma är en ort i Mexiko.   Den ligger i kommunen Atlixtac och delstaten Guerrero, i den sydöstra delen av landet, 220 km söder om huvudstaden Mexico City. Chalma ligger 2 479 meter över havet och antalet invånare är 391.
Terrängen runt Chalma är huvudsakligen kuperad. Chalma ligger uppe på en höjd. Runt Chalma är det ganska glesbefolkat, med 43 invånare per kvadratkilometer. Närmaste större samhälle är San Pedro Huitzapula Norte, 10,3 km sydost om Chalma. I omgivningarna runt Chalma växer huvudsakligen savannskog.